# Nelson Acosta
Nelson Bonifacio Acosta López (12 de juny de 1944) és un exfutbolista uruguaià nacionalitzat xilè el 1984.

## Selecció de Xile
Va formar part de l'equip xilè a la Copa del Món de 1998 com a seleccionador. Destacà com a entrenador a Cobreloa.